# Янис Пападопулос (политик)
Йоанис (Янис) Пападопулос (на гръцки: Γιάννης Παπαδόπουλος) е гръцки политик.

## Биография
Роден е на 17 април 1924 г. на остров Самотраки, Гърция. Участва в комунистическата съпротива в Гърция през Втората световна война. Членува в ЕЛАС и ЕПОН. В резултат на това през 1947 г. е заточен на остров Икария. Членува в бюрото за демократична отбрана, където са също Костас Симитис, Дионисис Карайоргас и Никос Константопулос. През 1969 г. след военния преврат в Гърция е арестуван. Престоява в затвора до 1973 г. На следващата година е сред основателите на Новите сили. От 1979 г. е член на ПАСОК.